# سلنیت نقره
سلنیت نقره (به انگلیسی: Silver selenite) با فرمول شیمیایی Ag۲SeO۳ یک ترکیب شیمیایی است. که جرم مولی آن ۳۴۲٫۶۹ g/mol می‌باشد. شکل ظاهری این ترکیب، بلورهای سوزنی است.